# Buprestoidea
Super-famille
Les Buprestoidea sont une super-famille de coléoptères polyphages.

## Liste des familles
Selon ITIS (28 août 2014) :
- famille des Buprestidae Leach, 1815
- famille des Schizopodidae LeConte, 1859